# Vvvv
vvvv는 실시간 비디오 합성 및 물리 인터페이스, 실시간 모션 그래픽스, 오디오 및 비디오를 가진 대규모 미디어 환경 프로그램에 특별한 초점을 맞춘 범용 도구이다. vvvv는 데이터 흐름 접근과 래피드 프로토 타입을 위한 비주얼 프로그래밍 인터페이스에 사용된다. 패치는 노드 네트워크로 구성되어 있다. 실행 중인 패치는 작성, 편집 및 테스트가 가능하다. 패치는 표준적인 XML 형식으로 디스크에 저장된다. vvvv는 볼랜드 델파이로 작성되며 C# 닷넷 프레임워크에서 플러그인이 가능하다.